# Pluteus phlebophoroides
Pluteus phlebophoroides är en svampart som beskrevs av Henn. 1896. Pluteus phlebophoroides ingår i släktet Pluteus och familjen Pluteaceae.   Inga underarter finns listade i Catalogue of Life.